# Bartholomeus von Capua
Bartholomeus von Capua (* 24. August 1248 in Capua; † 1328 in Neapel) war ein italienischer Jurist und Funktionär des Königreichs Sizilien und dann des Königreichs Neapel. Er studierte an der Universität Neapel die Rechte und wurde am 12. September 1278 zum doctor legum. Seine Lehrtätigkeit in Neapel ist sicher belegt für 1282 bis 1284, wahrscheinlich dauerte sie aber von 1278 bis 1289. 1290 wurde er zum Protonotar ernannt, 1296 zum Logotheten. Im Herbst 1294 ernannte Coelestin V. Bartholomeus zum päpstlichen Notar – er war der einzige Laie, der je dieses Amt erreichte – und er dürfte auch einige Monate an der Kurie gewirkt haben, behielt aber seine Ämter im Königreich bei, in denen er sich vertreten ließ. Als Glossator kommentierte er sowohl die normannisch-staufische Rechtsordnung der Konstitutionen von Melfi und deren Ergänzungen als auch Texte des römischen Rechts. Fast drei Jahrzehnte lang konnte er als verantwortlicher Leiter der angiovinischen Kanzlei in Neapel die Verbindung von Theorie und Praxis leben. Bekannt ist er auch für seine Aussagen im Kanonisationsverfahren des Thomas von Aquin.